# Mas-de-Londres
Mas-de-Londres é uma comuna francesa na região administrativa de Occitânia, no departamento de Hérault. Estende-se por uma área de 19,06 km². Em 2010 a comuna tinha 681 habitantes (densidade: 35,7 hab./km²).